# 安里唯
安里 唯（あんり ゆい、1996年3月8日 - ）は、日本の女優、歌手、女性アイドルユニット『アイオケ』のメンバー(Vo.)。愛知県出身。(株)GFA所属。

## 人物
立教大学現代心理学部映像身体学科卒業。
アイオケでのメンバーカラーは水色。
特技：バレエ、身体が柔らかい。
好き：バレエ(講師)/ダンス/ミュージカル/アニメ/アニソン/抹茶。
血液型：AB型。
安里本人がプリンが苦手な事からファンマークは「🍮🙅‍♀️」。

## 出演

### 舞台
- 『幻想奇譚 白蛇伝』（2017年5月25日 - 30日、紀伊國屋サザンシアターTAKASHIMAYA）
- 『アンフェアな月』（2018年2月22日 - 3月4日、天王洲 銀河劇場[1]）
- 『銀河鉄道999 〜GALAXY OPERA〜』
  - 2018年6月23日 - 30日、明治座
  - 2018年7月21日 - 22日、北九州芸術劇場大ホール
  - 2018年7月25日 - 29日、梅田芸術劇場シアター・ドラマシティ
- 『山のバッキャロー！！』（2018年9月5日 - 10日、シアターグリーン BIG TREE THEATER[2]）- 金庭ゆきえ
- 『暁のヨナ〜緋色の宿命編〜』（2018年11月15日 - 25日、EX THEATER ROPPONGI）
- 朗読劇『少年魔法士』（2018年[3]）- アンヌ・ディブラン/敷島母
- 『雪のバッキャロー！！』（2019年1月30日 - 2月4日、シアターグリーン BIG TREE THEATER[4]）- 金庭ゆきえ
- 『銀河鉄道999 さよならメーテル〜僕の永遠』
  - 2019年4月20日 - 29日、明治座
  - 2019年5月10日 - 12日、梅田芸術劇場メインホール
- 『アリス〜不思議の国の物語〜』（2019年12月24日 - 25日、野方区民ホール）- 猫マーシャ（ハート組）
- 『キューティハニー Emotional』（2020年2月6日 - 9日、サンシャイン劇場）
- 『We are RAISE A SUILEN 〜BanG Dream! The Stage〜』（2020年）
- 音楽劇『モンテ・クリスト伯』〜黒き将軍とカトリーヌ〜（2020年）
- 『キューティーハニー The Live 秋の文化祭』（2020年9月30日 - 10月4日、シアター1010）
- ミュージカル『チャンス★』（2020年）- 主演[5]
- 『キューティーハニー CLIMAX』（2021年6月16日 - 20日、シアター1010）
- ミュージカル『オープニングナイト 桜咲高校ミュージカル部[6]』（2021年10月29日 - 11月7日、新国立劇場中劇場）
- 『銀河鉄道999 THE MUSICAL』（2022年4月8日 - 18日、日本青年館ホール[7]）
- 『キミと僕の最後の戦場、あるいは世界が始まる聖戦』（2022年）
- ミュージカル『チェーザレ 破壊の創造者』（2023年1月7日 - 2月5日、明治座）
- ミュージカル『卓球☆ウォーズ 2023』（2023年6月29日 - 7月1日、浅草花劇場）- 神野理恵（Team スマッシュ[8]）
- 『TATSUYA〜楽劇大学駅前店〜』（2023年）
- アイオケ「11人と戦う宮崎さん[9]」（2024年10月12日 - 14日、恵比寿・エコー劇場）
- SHOW×MUSICAL『ドリームハイ』（2025年） - ヘミ / ヘソン 役[10]

### ゲーム
- ART CODE SUMMONER（フランス・ハルス[11]）

### 映画
- 力俥-RIKISHA- 浅草立志編（2018年9月） - スタッフ 役
- 多動力THE MOVIE（2019年2月3日） - 瀬戸真弓 役
- さそりとかゑる（2019年12月20日）
- 遊星王子2021（2021年8月27日） - 女子大生 役
- N号棟（2022年4月29日） - 住人 役
- 静かなるドン２（2024年9月13日）-ダンサー出演

### テレビドラマ
- 遊星王子2021（2022年4月10日・4月17日、日テレプラス） - 女子大生 役
- ハヤブサ消防団（2023年8月31日、テレビ朝日）
- 新宿野戦病棟（2024年、CX）-ダンサー出演

### その他テレビ番組
- 東京サイト（2017年、テレビ朝日）再現ドラマ
- どうぶつピース！！（2020年、テレビ東京）再現ドラマ

### 配信ドラマ
- 金曜ナイトドラマ『あのときキスしておけば』スピンオフドラマ『SEIKAの空』第2話（2021年6月4日、TELASA）

### MV
- E-girls 「DANCE WITH ME NOW!」
- ダウト 「閃光花火」
- AKB48 「君は僕の風」
- DREAMS COME TRUE 「次のせ〜の！で- ON THE GREEN HILL -」
- すとぷり「AGAIN」

## ディスコグラフィ

### キャラクターソング
| 発売日        | 商品名                          | 歌           | 楽曲                                    | 備考                           |
| ------------- | ------------------------------- | ------------ | --------------------------------------- | ------------------------------ |
| 2019年1月23日 | Breaking My Heart/Forgive me... | ERIKA×安里唯 | 「Breaking My Heart」 「Forgive me...」 | 映画『多動力 THE MOVIE』挿入歌 |